# Yvette Gastauer-Claire
Yvette Gastauer-Claire (geboren am 29. Mai 1957 in Esch an der Alzette) ist eine luxemburgische Bildhauerin und Medailleurin.

## Werdegang

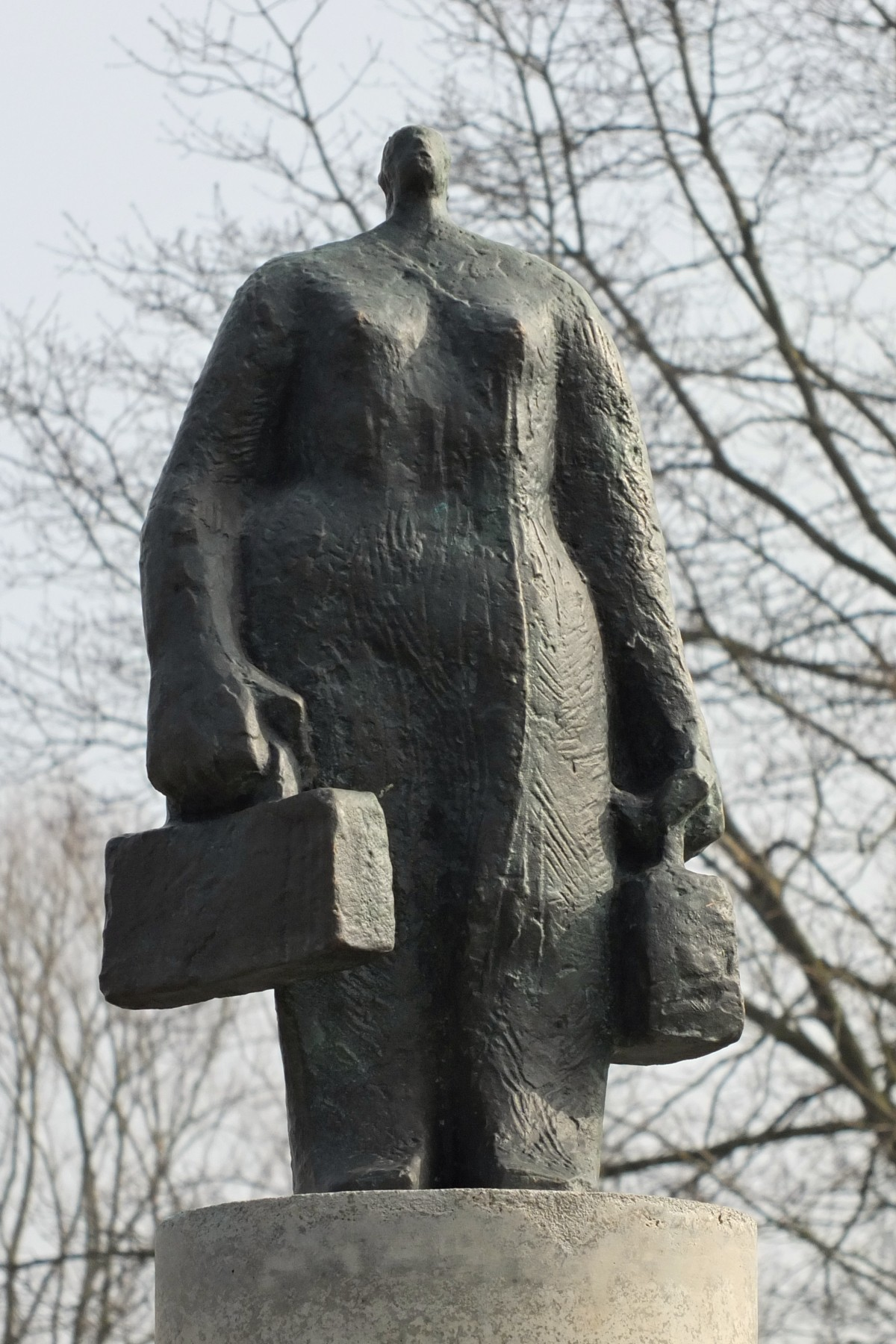
Skulptur Die Reisende am Pfarrzentrum in Holzbüttgen (2013)

Yvette Gastauer-Claire studierte von 1974 bis 1979 am Lycée des Arts et Métiers in Limpertsberg Bildende Kunst. Von 1980 bis 1984 war sie in den staatlichen Museen Luxemburgs als Restauratorin beschäftigt.
Yvette Gastauer-Claire hat als freie Künstlerin mehrere Skulpturen und Reliefs für den öffentlichen Raum geschaffen. Darüber hinaus hat sie eine Reihe von Medaillen und Kleinskulpturen gefertigt, überwiegend aus Bronze. Seit 2001 gibt sie jährlich eine Kunstmedaille in der Serie L’art dans la main (deutsch: Die Kunst in der Hand) heraus. Ihre bekanntesten numismatischen Entwürfe sind die drei unterschiedlichen Bildseiten der luxemburgischen Euromünzen mit dem Kopfbild des Großherzogs Henri von Luxemburg.

Kursmünze zu 5 Cent (seit 2002)

Kursmünze zu 20 Cent (seit 2002)

Kursmünze zu 2 Euro (seit 2002)

Yvette Gastauer-Claire gibt Kurse in Bildhauerei für Erwachsene und unterrichtet Kinder an einer Schule für Sehbehinderte. Sie lebt und arbeitet in Schifflingen und ist die Mutter des Radsportlers Ben Gastauer.

## Werke (Auswahl)

### Bildhauerei
- Springbrunnen Wou dat roud Gold gegruewe gouf in Düdelingen (1992);
- Skulptur Feierstëppeler (deutsch: Metallschmelzer) vor dem Gebäude der Zentralbank von Luxemburg in der Stadt Luxemburg (2002);
- Denkmal Porte d’Italie für die Einwanderer im Quartier italien von Düdelingen (2007);[3]
- Skulptur des heiligen Willibrord in der Kirche St. Willibrord in Monnerich (2009);
- Gedenktafeln für Elsy Jacobs in Garnich und im Stadtpark von Luxemburg (2011);
- Gedenktafeln für Charly Gaul in Hesperingen und im Stadtpark von Luxemburg (2011);
- Skulptur Die Reisende am Pfarrzentrum in Holzbüttgen (2013);
- Skulptur De Wënzer bei senger Aarbecht (deutsch: Der Winzer bei seiner Arbeit) in Ehnen (Bronze, 2014);[4]
- Skulptur De Mënsch - l’Être humain von Steinfort (Aluminium, 2016);
- Skulptur Mémorial Championnats du Monde Cyclocross UCI 2017 in Belvaux (Stahl und Bronze, 2018).[5]

### Münzen und Medaillen
- Silbermünze zu 500 luxemburgischen Francs, Luxemburg Kulturstadt Europas (1995);
- Medaille auf den 40. Jahrestag des Titelgewinns von Elsy Jacobs bei der Straßen-Radweltmeisterschaft (1998);
- Silbermünze zu 500 luxemburgischen Francs, Vereidigung des neuen Großherzogs Henri von Luxemburg (2000);
- Bildseiten der luxemburgischen Euromünzen (1999, angegebene Prägejahre seit 2002);
- seit	2001 jährlich eine Kunstmedaille aus Bronze in der Serie L’art dans la main;

Kopfbild Großherzog Henris von Yvette Gastauer-Claire auf 2-Euro-Gedenkmünzen
2-Euro-Gedenkmünze mit dem Monogramm Großherzog Henris (2004)
2-Euro-Gedenkmünze zum 50. Geburtstag Großherzog Henris und zum 100. Todestag Großherzog Adolphes (2005)